# To właśnie przyjaźń
To właśnie przyjaźń (hindi: दोस्ताना / Dostana, urdu|دوستانا, dosł. Przyjaźń) – bollywoodzka komedia romantyczna z 2008 roku z Abhishekiem Bachchanem, Johnem Abrahamem i Priyanką Choprą w rolach głównych. W rolach drugoplanowych wystąpili Bobby Deol, Kirron Kher i Boman Irani. 
Akcja filmu wyreżyserowanego przez debiutanta Taruna Mansukhani (asystenta Karana Johara) rozgrywa się w Miami na Florydzie. Film opowiada historię dwóch mężczyzn, którzy udają gejów, aby móc wynająć pokoje w apartamencie. Mieszkanie dzielą z piękną dziewczyną. Zakochani w niej, nie mogą jej wyrazić swoich uczuć, bo ona przyjaźni się z nimi przekonana, że są parą. Tematem filmu jest manipulowanie uczuciami i budowanie relacji wykrzywionych gra i kłamstwem. W filmie przedstawiona jest także parodia zbyt silnej więź matki z synem i zwycięstwo przyjaźni nad kłamstwem.

## Opis fabuły
Indyjski pielęgniarz Sameer (Abhishek Bachchan) uciekł z Londynu na Florydę, by uniknąć nadmiernej opieki swojej matki (Kirron Kher). Przebudzony w nieznanym sobie mieszkaniu, poznaje fotografa modelek Kunala (John Abraham). Łączy ich noc, którą spędzili odgrodzeni ścianą u boku przypadkowo poznanych dziewczyn. Obaj od dawna mieszkają kątem po ludziach, więc podoba im się myśl o wynajęciu pokojów w tym samym apartamencie. Jeden z pokojów zajmuje Neha (Priyanka Chopra), siostrzenica właścicielki, która nie wyobraża sobie, by lokatorami mogli zostać mężczyźni. Aby uspokoić podejrzliwość właścicielki apartamentu, Sameer proponuje Kumalowi udawanie pary gejów, dzięki czemu udaje im się pozostać w upragnionym miejscu. Wspólne mieszkanie sprzyja rosnącej przyjaźni Kumala, Sameera i Nehy. Problemy zaczynają się, gdy oboje zakochują się w pięknej dziewczynie.

## Obsada
- Abhishek Bachchan – Sameer
- John Abraham – Kunal
- Priyanka Chopra – Neha Melwani
- Bobby Deol – Abhimanyu Singh
- Kirron Kher – Seema (Sameera matka)
- Boman Irani – M (Murli) (szef Nehy)
- Sushmita Mukherjee – (ciotka Nehy)
- Shrey Bawa – Veer (syn Abhimanyu)
- Shilpa Shetty – dziewczyna na plaży w piosence "Shut Up & Bounce"

## Muzyka i piosenki
Muzykę do filmu stworzył duet Vishal-Shekhar, autorzy muzyki do takich filmów jak Om Shanti Om, Cash, I See You, Szalona przyjaźń, Taxi Number 9211, Zinda, Bluffmaster, Ek Ajnabee, Mój brat Nikhil, Home Delivery: Aapko... Ghar Tak, Dus, Tashan i Shabd.
| Piosenkę                  | śpiewają                                                |       | na ekranie przedstawiają                                       |
| ------------------------- | ------------------------------------------------------- | ----- | -------------------------------------------------------------- |
| Jaane Kyun                | Vishal Dadlani                                          | 04:38 | Abhishek Bachchan, John Abraham & Priyanka Chopra              |
| Desi Girl                 | Shankar Mahadevan, Vishal Dadlani, Sunidhi Chauhan      | 05:07 | Abhishek Bachchan, John Abraham, Priyanka Chopra & Bobby Deol  |
| Maa Da Laadla             | Saleem                                                  | 04:05 | Abhishek Bachchan, John Abraham, Priyanka Chopra & Kirron Kher |
| Shut Up & Bounce          | Sunidhi Chauhan, Vishal Dadlani                         | 04:37 | Abhishek Bachchan, John Abraham & Shilpa Shetty                |
| Khabar Nahi               | Amanat Ali, Raja Hassan, Vishal Dadlani, Shreya Ghoshal | 04:19 | Abhishek Bachchan, John Abraham Priyanka Chopra & Bobby Deol   |
| Kuch Kum                  | Shaan                                                   | 05:41 | Abhishek Bachchan, John Abraham, Priyanka Chopra & Bobby Deol  |
| Maa Da Laadla (Mummy Mix) | Saleem, Sunidhi Chauhan                                 | 04:02 | Abhishek Bachchan, John Abraham & Priyanka Chopra              |

## Realizacja i oddźwięk filmu
Dostana jest pierwszym filmem z Bollywood zrealizowany w całości w Stanach Zjednoczonych. W Indiach i sąsiednim Pakistanie film wywołał liczne kontrowersje. Wyższy sąd w Lahore początkowo zablokował jego emisję, argumentując, że zawiera gejowskie treści, które są niepożądane i nie do przyjęcia. Sąd ostatecznie dopuścił film do dystrybucji, uchylając pierwszy wyrok. W Polsce zaprezentowano go po raz pierwszy podczas drugiej edycji Bollywood Festiwalu, organizowanego w dniach 23-29 marca 2009 w 16 kinach na terenie kraju.
"Dostana" nie mówi o sprawach homoseksualizmu na serio, ale radośnie i z pełnym szacunkiem dla inności. To zwariowana, sympatyczna komedia, w której główne role odgrywają gwiazdy hinduskiego kina.